# Heterometrus barberi
Heterometrus barberi ist ein indischer Skorpion der Familie Scorpionidae.

## Beschreibung
Der Holotypus ist ein 124 Millimeter langes weibliches Tier mit einheitlich grünlich-schwarzer Farbe. Nur die Scheren der Pedipalpen sind gelborange, sie haben an der Oberfläche ineinander übergehende Granulae, sind aber nicht gekielt. Der Carapax hat in der Mitte eine glatte und an den Rändern eine körnige Oberfläche. Die Kämme des Kammorgans haben 11 bis 12 Zähne. Die Chelae sind nicht lappenförmig. Das Metasoma ist relativ kurz, etwa drei Mal so lang wie der Carapax. Das Telson hat eine Giftblase, die länger als der Stachel ist.

## Verbreitung und Lebensraum
Die Terra typica von Heterometrus barberi ist der Kannikatti Regenwald im Distrikt Tirunelveli des südindischen Bundesstaats Tamil Nadu, an der Grenze zum Bundesstaat Kerala, auf etwa 800 Metern Höhe über dem Meeresspiegel. In der Nähe befindet sich das Agasthyamala Biosphere Reserve (8° 39′ 0″ N, 77° 13′ 0″ O). Bei einer neueren Untersuchung zur Gefährdung der Art wurde Heterometrus barberi im Kalakkad-Mundanthurai-Tigerreservat (8° 30′ 43″ N, 77° 33′ 28″ O) nachgewiesen, einem der als UNESCO-Weltnaturerbe ausgewiesenen Schutzgebiete der Westghats. Im Bundesstaat Kerala wurde die Art in mehreren Distrikten der Westghats nachgewiesen.
Heterometrus barberi lebt in dichten Wäldern auf einer Höhe von 1.000 bis 1.500 Metern über dem Meeresspiegel. Das Verbreitungsgebiet hat eine Fläche von etwa 5.000 Quadratkilometern, von denen nur etwa 2.000 Quadratkilometer tatsächlich von der Art besiedelt sind.

## Gefährdung
Heterometrus barberi wird nicht auf der Roten Liste gefährdeter Arten der IUCN aufgeführt, da bislang keine Bewertung durch die Experten der Organisation stattgefunden hat. 1998 wurde jedoch durch die indische Zoo Outreach Organisation, eine der World Association of Zoos and Aquariums angeschlossene nichtstaatliche Organisation zur Förderung des Artenschutzes, eine Untersuchung ausgewählter bodenbewohnender Wirbelloser veröffentlicht. Die Untersuchung stützte sich auf das von der IUCN verwendete System von Gefährdungskategorien. Heterometrus barberi wurde danach als „endangered“ eingestuft. Dies entspricht einer starken Gefährdung und einem sehr hohen Risiko des Aussterbens in der Natur in unmittelbarer Zukunft.
Als Grund für die Gefährdung wurden das kleine Verbreitungsgebiet, durch Menschen hervorgerufene Beeinträchtigungen des Lebensraums und Habitatverluste angegeben.

## Systematik

### Erstbeschreibung
Die Erstbeschreibung erfolgte durch Reginald Innes Pocock im Jahr 1900 auf der Grundlage eines Exemplars mit der Fundortangabe Tinnevelly, der anglisierten Bezeichnung von Tirunelveli. Der Holotypus befindet sich im Natural History Museum in London, in den dortigen Unterlagen wird er als „Heterometrus flavimanus Pocock, 1900“ aufgeführt. Weitere Typusexemplare gibt es nicht.

### Etymologie
Der Artname ehrt Charles Alfred Barber (1860–1933), einen im Dienst der Präsidentschaft Madras stehenden britischen Botaniker, der das Typusexemplar gesammelt und an Pocock geschickt hatte.

### Synonyme (chronologisch)
- Palamnaeus barberi Pocock, 1900: der Name wurde von Pocock in seiner Erstbeschreibung vergeben, die Gattung Palamnaeus war jedoch bereits 1879 von Ferdinand Karsch zum Synonym von Heterometrus erklärt worden.[7][8]
- Heterometrus (Chersonesometrus) phipsoni phipsoni Couzijn, 1981: H. W. C. Couzijn erklärte Heterometrus barberi 1981 in seiner Revision der Gattung Heterometrus zum Synonym der von ihm neu beschriebenen Nominatform von Heterometrus phipsoni phipsoni, die er in die gleichfalls neu beschriebene Untergattung Chersonesometrus stellte. Diese Synonymisierung wurde bereits 1983 von B. K. Tikader und D. B. Bastawade aufgehoben, die jedoch die Untergattung beibehielten.[9][10]
- Heterometrus (Chersonesometrus) barberi Tikader & Bastawade, 1983: In ihrer Monographie über die Skorpione Indiens erhoben B. K. Tikader und D. B. Bastawade Heterometrus barberi wieder zur Art.[10]

Die Untergattung Chersonesometrus und alle anderen von Couzijn beschriebenen Untergattungen von Heterometrus wurden 2004 von František Kovařík in seiner Revision der Gattung Heterometrus aufgehoben.